# Anxiolytikum
Anxiolytikum je lék předepisovaný k léčbě příznaků při stavech úzkosti. Některá anxiolytika se ukázala jako užitečná při léčbě úzkostných poruch, jako antidepresiva třídy selektivních inhibitorů reabsorpce serotoninu (SSRI).
Blokátory beta-receptorů, například propranolol a oxprenolol, mohou být také používány pro potlačování somatických příznaků úzkosti, i když se nejedná o anxiolytika.